# 缩小垂直间隔
缩小垂直间隔（英語：Reduced vertical separation minima，缩写），指将在飞行高度层 FL290至FL410（含）之间的垂直间隔标准由2000英尺缩小到1000英尺，以增加空域容量、提高航空公司工作效率、减轻空域管制压力。

## 歷史背景
在 1958 年，在管制空域內的標準飛航垂直間隔距離以空層 FL290 為分界。從海平面或地平面到 FL290 之間的垂直間格距離為 1000 英呎，超過 FL290 的空域要求垂直間隔距離為 2000 英呎。之所以有必要在更高的空预留更大的間隔，是因為當時使用的高度计依照氣壓變化判断高度，並不夠準確。為了減少在 FL290 以上的垂直間隔距離，需要航空器配備有更高先進的高度計或其他配備，以利航空器明確地知道自己所在的高度，並維持希望的高度。只有精確的高度，才能維持相同空域內各航空器之間的實際垂直間隔。直到 1990 年代發展出來的大氣數據計算機和高度計以及自動駕駛系統，才有足夠的條件讓垂直間隔距離縮小。

## 中国大陆
中国大陆于2007年11月21日16时（UTC）在所属空域8900米（29100英尺）至12500（41100英尺）之间（含）实施米制的缩小垂直间隔（RVSM）。
其中8900米至12500米定义为RVSM空域，600米至8400米，每隔300米为一个高度层；8400米至8900米，隔500米为一个高度层；8900米至12500米，每隔300米为一个高度层；12500米以上，每隔600米为一个高度层。

## 东单西双
真航线角在0度至179度之间飞行高度层为29000、31000、33000、35000、37000、39000和41000英尺。
真航线角在180度至359度之间飞行高度层为30000、32000、34000、36000、38000和40000英尺。